# С-7
С-7 — советская дизель-электрическая торпедная подводная лодка серии IX-бис, С — «Средняя» времён Второй мировой войны. До 20 сентября 1937 года называлась «Н-7».
Лодка была заложена 14 декабря 1936 года в Горьком на заводе № 112 «Красное Сормово», заводской номер 236. Вступила в строй 30 июня 1940 года. 23 июля 1940 года включена в состав Краснознамённого Балтийского Флота.
Командир лодки: капитан 3-го ранга Сергей Лисин.

## История корабля
Во время Великой Отечественной войны совершила 5 боевых походов и произвела 9 атак с выпуском 12 торпед.
Произвела артиллерийские обстрелы:
- железнодорожных станций Иеве и Вайвара,
- завода Асери,
- городов Нарва и Нарва-Йыэсу,
- селения Тойва.

24 июня 1941 года при возвращении с боевого патрулирования С-7 была атакована двумя торпедными катерами противника. Германское радио сообщало, что «красная субмарина» уничтожена, однако лодка успешно достигла морской базы в Вентспилсе.
В течение 1941 года заметных боевых успехов корабль не добился, ввиду отсутствия конвоев противника в открытом море вне нейтральных территориальных вод. Зимой 1941—1942 года в условиях блокады команда готовила корабль к кампании 1942 года и, завершив ремонт на 45 дней раньше плана, вышла в море в составе первого эшелона подводных лодок.
Во время боевого похода 29 июня — 11 августа 1942 года лодка за 38 суток потопила 4 и повредила 1 транспорт суммарным тоннажем около 11 000 брт, захватив двух финских пленных и секретные документы с картами немецких минных полей. Этот поход стал одним из самых результативных походов советской подлодки за все годы войны. Весь экипаж был награждён орденами, а командир корабля Сергей Лисин указом Президиума Верховного Совета СССР от 24 октября 1942 года был представлен к присвоению звания Героя Советского Союза.
17 октября 1942 года лодка вышла в очередной боевой поход. Через три дня, 20 октября, от лодки было получено сообщение, подтверждающее завершение прохода противолодочного минного рубежа и выход в крейсерство в открытом море. 21 октября лодка в последний раз вышла на связь и более сообщений от неё не поступало. В декабре 1942 года лодка была исключена из списков кораблей Балтийского флота.
В 1944 году, после выхода Финляндии из войны, из плена вернулись командир лодки Лисин, рулевой-сигнальщик Оленин, комендор Субботин, трюмный старшина Куница. По их словам 21 октября 1942 года шедшая в надводном положении для зарядки аккумуляторов «С-7» была обнаружена радиоразведкой и в 19:30 торпедирована финской субмариной «Весихииси» в Аландском море. Находившихся на мостике пятерых человек взрывной волной сбросило в море, один из них (штурман М. Т. Хрусталёв) утонул, а остальные четверо, включая командира, были подняты с воды финнами и попали в плен, из которого вернулись после выхода Финляндии из войны в сентябре 1944 года. Весь остальной экипаж (42 человека) погиб при взрыве попавших в лодку торпед, С-7 затонула в течение 1—2 минут.
В 1998 году С-7 была обнаружена группой шведских аквалангистов-любителей вблизи пролива Южный Кваркен в Балтийском море.

## Потопленные транспорты
| Дата           | Событие                                                                                   |
| -------------- | ----------------------------------------------------------------------------------------- |
| 9 июля 1942    | торпедной атакой из надводного положения потоплен шведский пароход «Margareta» (1272 брт) |
| 11 июля 1942   | торпедной атакой из подводного положения потоплен шведский транспорт «Lulea» (5611 брт)   |
| 27 июля 1942   | артиллерийским огнём повреждён пароход «Ellen Larsen» (1938 брт)                          |
| 30 июля 1942   | торпедной атакой потоплен транспорт «Kathe» (1509 брт)                                    |
| 5 августа 1942 | артиллерийским огнём потоплен финский транспорт «Pohjanlahti» (682 брт)                   |

В некоторых источниках указывается, что 29 июля 1942 года лодка атаковала вражеский транспорт двухторпедным залпом, но промахнулась; после чего всплыла и открыта по транспорту артиллерийский огонь. Уклоняясь от обстрела, капитан транспорта выбросил его на прибрежные камни. Название транспорта при этом не указывается, и описание совпадает с совершённой двумя днями ранее атакой транспорта «Ellen Larsen», в результате выбросившегося на отмель.